# Very Proud of Ya
Very Proud of Ya è il secondo album della band hardcore punk AFI. È l'ultimo album con la presenza del bassista Geoff Kresge che era ancora un membro della band.
Le canzoni Two of a Kind e Yürf Rendenmein sono state re-registrate dalle tracce presenti nell'album precedente Answer That and Stay Fashionable.

## Edizione Standard della Lista Tracce
1. No Dave Party (pregap traccia nascosta)
2. He Who Laughs Last... – 1:50
3. File 13 – 1:48
4. Wake-Up Call – 1:42
5. Cult Status – 1:57
6. Perfect Fit – 1:58
7. Advances in Modern Technology – 1:40
8. Theory of Revolution – 1:32
9. This Secret Ninja – 2:20
10. Soap-Box Derby – 2:25
11. Aspirin Free – 2:45
12. Fishbowl – 1:51
13. Charles Atlas – 2:22
14. Crop Tub – 1:50
15. Consult My Lover – 1:35
16. Take the Test – 1:46
17. Two of a Kind – 1:35
18. Shatty Fatmas – 1:46
19. Yürf Rendenmein – 2:12
20. Cruise Control – 1:11
21. Modern Epic – 1:47

## Lista Tracce Verificata
1. No Dave Party- 1:40
2. He Who Laughs Last... – 1:50
3. File 13 – 1:48
4. Wake-Up Call – 1:42
5. Cult Status – 1:57
6. Perfect Fit – 1:58
7. Advances in Modern Technology – 1:40
8. This Secret Ninja – 2:20
9. Soap-Box Derby – 2:25
10. Aspirin Free – 2:45
11. Fishbowl – 1:51
12. Charles Atlas – 2:22
13. Crop Tub – 1:50
14. Consult My Lover – 1:35
15. Take the Test – 1:46
16. Two of a Kind – 1:35
17. Shatty Fatmas – 1:46
18. Yürf Rendenmein – 2:12
19. Cruise Control – 1:07
20. Modern Epic – 1:47
21. Who Said You Could Touch Me? - 1:24
22. Rolling Balls - 2:22
23. Love Is A Many Splendored Thing - 2:00

## Formazione
- Davey Havok – voce
- Mark Stopholese – chitarra, voce secondaria
- Geoff Kresge – basso, voce secondaria
- Adam Carson – batteria, voce secondaria